# Chrysacanthia hainana
Chrysacanthia hainana är en insektsart som först beskrevs av C.-k. Yang och X.-k. Yang 1991.  Chrysacanthia hainana ingår i släktet Chrysacanthia och familjen guldögonsländor. Inga underarter finns listade i Catalogue of Life.